# Los Pocitos, Delstaten Mexiko
Los Pocitos är en ort i Mexiko.   Den ligger i kommunen Tenango del Valle och delstaten Mexiko, i den sydöstra delen av landet, 60 km sydväst om huvudstaden Mexico City. Los Pocitos ligger 2 664 meter över havet och antalet invånare är 144.
Terrängen runt Los Pocitos är huvudsakligen kuperad, men åt nordost är den platt. Runt Los Pocitos är det tätbefolkat, med 397 invånare per kvadratkilometer. Närmaste större samhälle är Metepec, 18,3 km norr om Los Pocitos. I omgivningarna runt Los Pocitos växer huvudsakligen savannskog.